# 卡氏蠕蛇鰻
卡氏蠕蛇鰻，為輻鰭魚綱鰻鱺目糯鰻亞目蛇鰻科的其中一種，分布於西南太平洋的紐西蘭海域，棲息深度425-820公尺，體長可達58公分，棲息在底層水域，屬肉食性，生活習性不明。

## 擴展閱讀
維基物種上的相關：卡氏蠕蛇鰻